# Arles Flores
Arles Eduardo Flores Crespo (Barinas, Estado Barinas, Venezuela; 12 de abril de 1991) es un futbolista venezolano que juega como centrocampista en el Zamora Fútbol Club de la Primera División de Venezuela.
Formó parte en la convocatoria final de la Selección Nacional de Venezuela para la Copa América Centenario del 2016, así como también de varios juegos de eliminatorias para la Copa Mundial de Fútbol de 2018.

## Trayectoria

### Profesional
| Club                | País      | Año             |
| ------------------- | --------- | --------------- |
| Zamora FC           | Venezuela | 2009-2016       |
| Deportivo La Guaira | Venezuela | 2016–2023       |
| Zamora FC           | Venezuela | 2024-Actualidad |

## Palmarés
| Título           | Club      | País      | Año     |
| ---------------- | --------- | --------- | ------- |
| Primera División | Zamora FC | Venezuela | 2012/13 |
| Primera División | Zamora FC | Venezuela | 2013/14 |